# 桔梗車站
桔梗車站（日语：／ Kikyō eki */?）是屬於北海道旅客鐵道（JR北海道）函館本線沿線的鐵路車站，位於日本北海道函館市桔梗町。

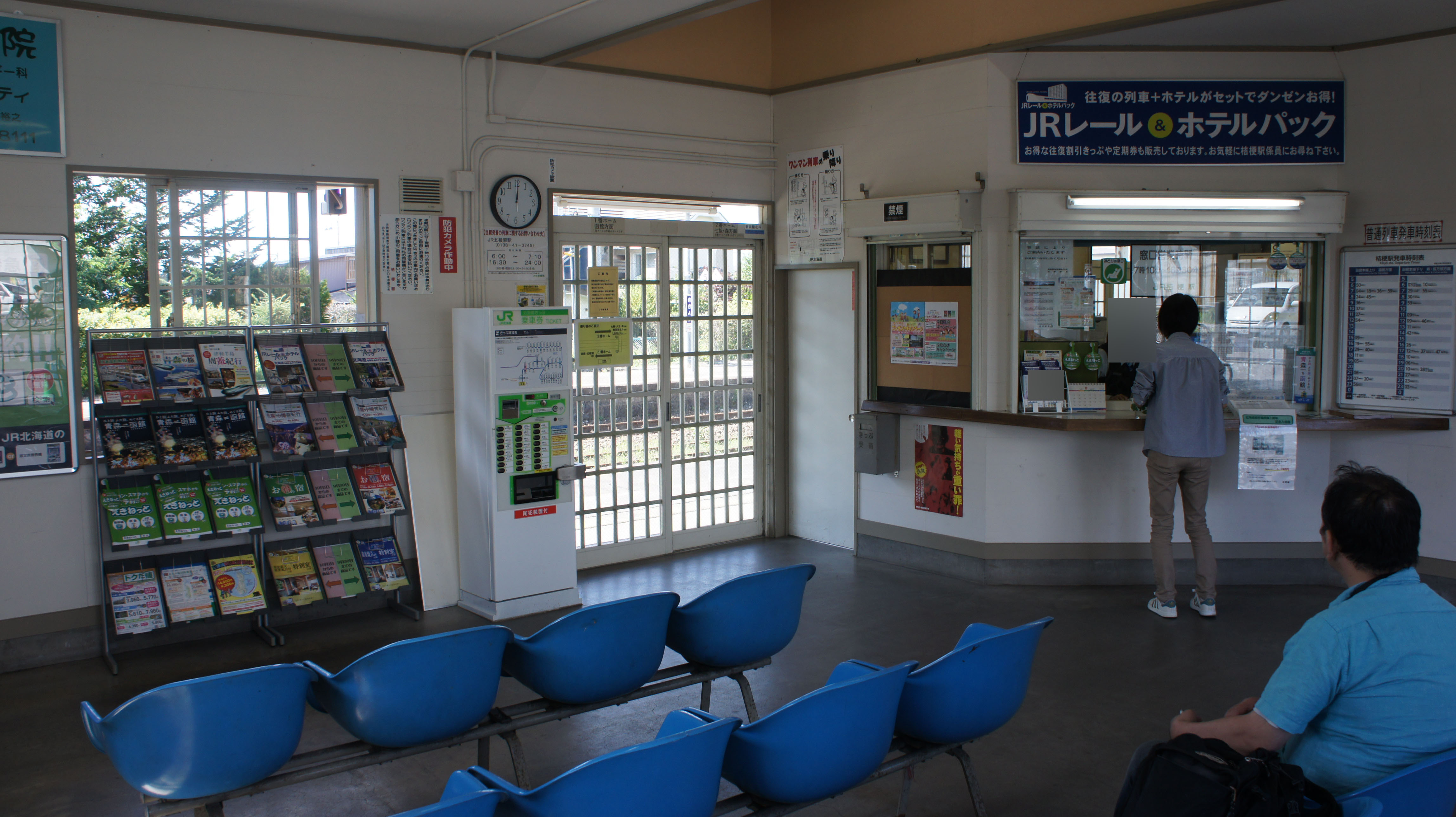
車站內部與驗票口(2017年8月)

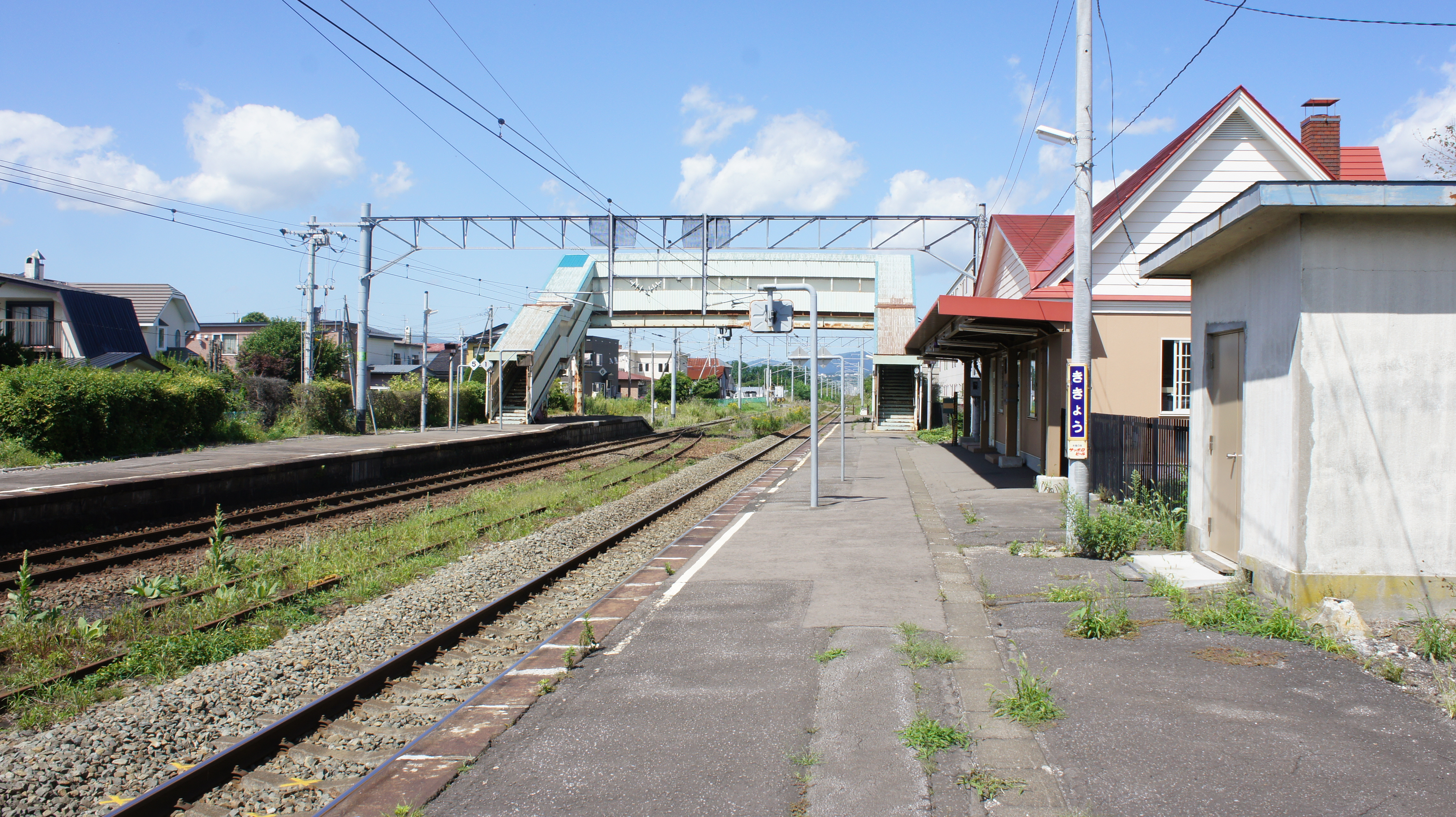
月台(2017年8月)

## 車站構造
本站皆位於地面上，站內配有兩座對向式月台和兩條鐵軌，月台間透過人行天橋連接。此站是業務委託車站，由JR函館開發（ジェイ・アールはこだて開発）委託經營，並由隔鄰的五稜郭車站代為管理。只有在平常日的7時10分至16時30分之間才有站員派駐，其餘時間皆採無人車站的營運方式。
過往站內曾設有綠窗口與自動售票機等設施，但在無人營業時段不開放。2024年3月時改為無人站，綠窗口也停止運作，並由五稜郭站管理。

### 月台配置
月台內也設有給除雪車等特殊用途車輛待命用的備用路線。
| 月台 | 路線      | 方向 | 目的地                         |
| ---- | --------- | ---- | ------------------------------ |
| 1    | ■函館本線 | 上行 | 函館方向                       |
| 2    | ■函館本線 | 下行 | 七飯、大沼公園、森、長萬部方向 |

## 歷史
- 1902年12月10日: 作為北海道鐵道函館站（初代車站，後改名龜田站，已廢站） - 本鄉站（現在的新函館北斗站）之間的車站而開業[1]。一般車站[2]。
- 1907年7月1日：該路線被國有化，移交給國有鐵道[2]。
- 1909年10月12日：依照國有鐵道路線名稱的制定，被歸為函館本線的車站。
- 1944年9月30日：函館本線 五稜郭站 - 本站之間雙軌化[3]。
- 1962年9月4日：函館本線 本站 - 七飯站之間雙軌化[3]。
- 1972年3月15日：停止貨物服務[4]。
- 1976年11月23日：設置跨線天橋[4]。
- 1984年2月1日：行李運送服務停止[4]。
- 1987年4月1日：日本國鐵分割民營化，桔梗站的擁有與營運權撥交給北海道旅客鐵道。
- 1989年12月29日：車站改建[4]。
- 1998年4月1日：受託成為JR函館開發株式會社營業的車站（JR北海道子公司營運的車站）。
- 2007年10月1日：JR北海道制定車站編號[5]。
- 2014年10月1日：JR函館開發被北海道KIOSK吸收合併，由於法人被消滅[6]，受託公司變成北海道JR服務網路。
- 2016年3月26日：隨北海道新幹線新青森站 - 新函館北斗站間通車，包含本站，函館本線五稜郭站 - 新函館北斗站之間電氣化（交流電20,000V・50Hz）。
- 2024年：

- 3月15日：綠色窗口結束服務。
- 3月16日：車站全日無人化，並導入自動售票機。開始可以使用IC卡「Kitaca」。

## 車站周邊
- 名列日本街道百景的「赤松街道」。

## 其他
- 桔梗車站是台灣三人女子演唱團體S.H.E.的作品《他還是不懂》之音樂影帶拍攝地點。

## 相鄰車站
北海道旅客鐵道（JR北海道）
■函館本線
快速「函館Liner」
通過
■「函館Liner」普通列車、■普通
五稜郭（H74）－桔梗（H73）－大中山（H72）

## 外部連結
- JR北海道桔梗車站 （页面存档备份，存于）

41°50′48″N 140°43′23″E / 41.84667°N 140.72306°E